# LED-Fernsehgerät
LED-Fernsehgeräte sind Fernsehgeräte, bei denen Leuchtdioden (kurz LED von englisch light-emitting diode) entweder zur Hintergrundbeleuchtung oder zur Erzeugung des Bildes selbst eingesetzt werden.

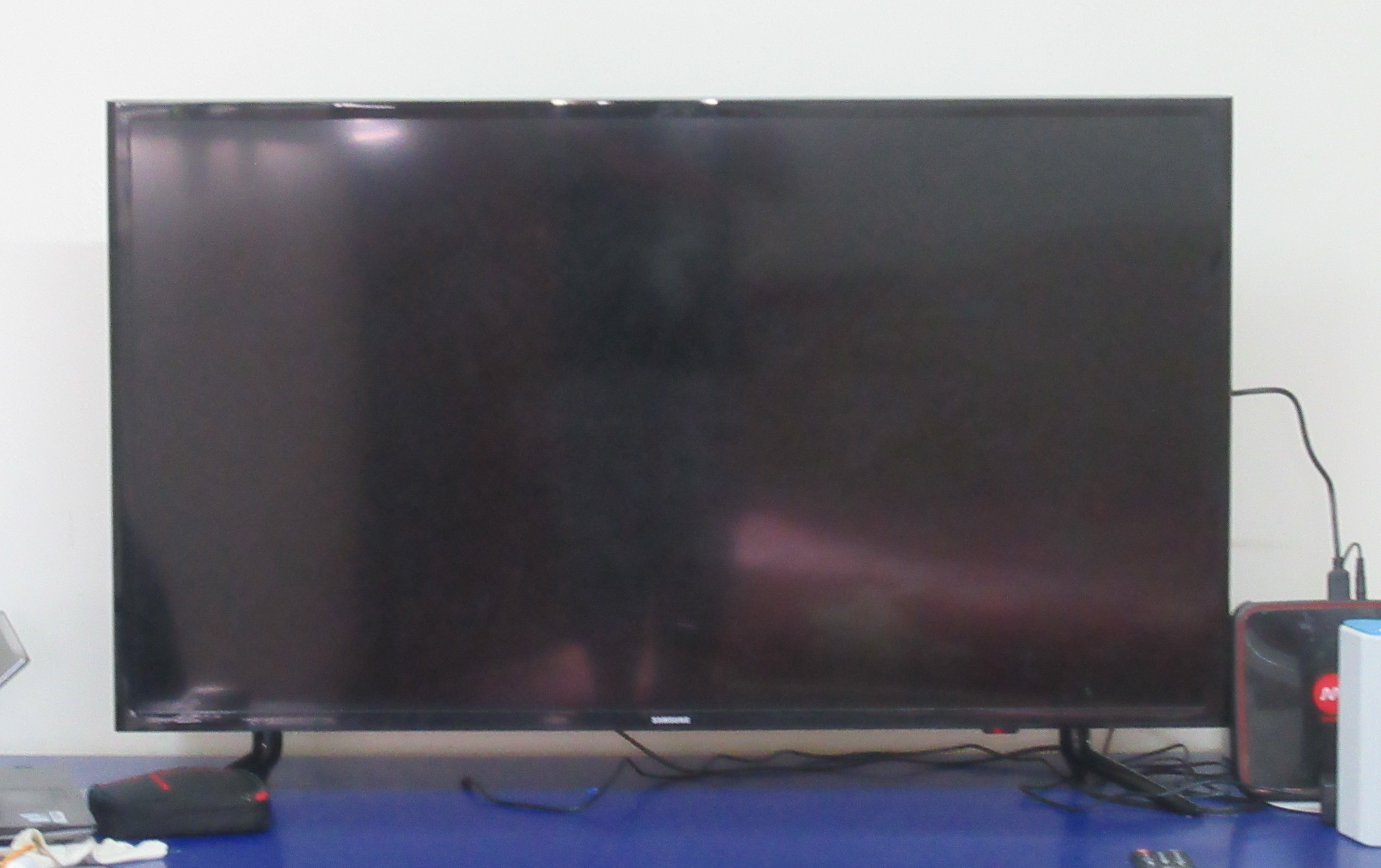
Moderner 40-Zoll-LED-Fernseher im ausgeschalteten Zustand (2019)

Die folgende Begriffsklärung gilt auch für die meisten Computermonitore, welche zur Bilddarstellung sehr ähnliche Technik verwenden. Meist handelt es sich um einen Flüssigkristallbildschirm (kurz LCD von englisch liquid crystal display), dessen Hintergrundbeleuchtung aus Leuchtdioden besteht (siehe LED-Hintergrundbeleuchtung). Dafür werden sowohl weiße, wie auch zu weiß mischbare farbige Leuchtdioden verwendet, die neben oder hinter der Flüssigkristallanzeige angeordnet sind. Der Begriff „LED-Fernseher“ ist bei dieser Art von Anzeigetechnik irreführend, jedoch üblich. Korrekt müssten solche Geräte als „LED-hintergrundbeleuchtete LCD-Fernseher“ beziehungsweise „LED-LCD“ bezeichnet werden.

## Begriffsklärung

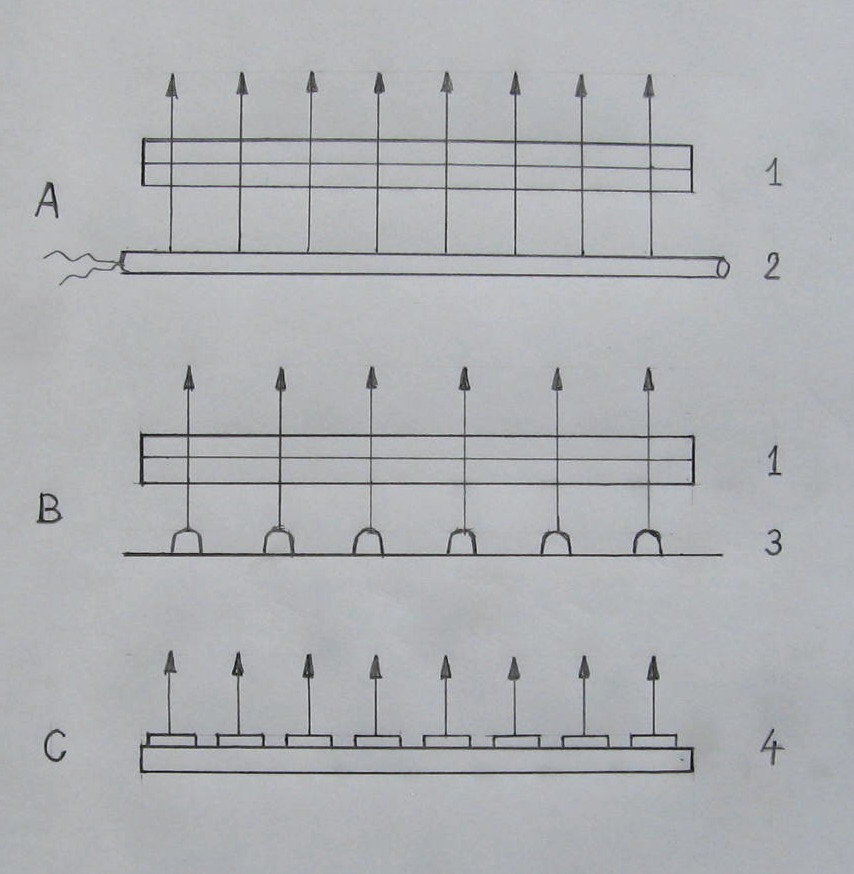
Vergleichsschema LCD/LED

Bis etwa 2008 wurden im Wesentlichen nur vier unterschiedliche Techniken für den Gebrauch zuhause angeboten, nämlich Kathodenstrahlröhrenbildschirme (kurz CRT von englisch cathode ray tube), Flüssigkristallbildschirme (kurz LCD von englisch liquid crystal display), Plasmabildschirme (kurz PDP von englisch plasma display panel) und Projektionsanzeigen (kurz DLP von englisch digital light processing). Weil Flüssigkristallanzeigen nur das Licht modulieren, d. h., wie Lichtventile arbeiten und selbst kein Licht abgeben, wird für Fernsehgeräte eine flächige Beleuchtung hinter der Flüssigkristallanzeige angebracht, um die Bildinformation im Durchlicht (Transmission) darzustellen. Im nebenstehenden vereinfachten Schema sind derartige Flüssigkristallbildschirme als Anzeigetypen A und B bezeichnet, wobei die Flüssigkristallanzeige 1 das Licht entsprechend dem darzustellenden Bild moduliert.
Seit etwa 2009 werden im Handel LED-Fernseher (englisch LED TV) und LED-Monitore angepriesen (Schema Anzeigetyp B). Dabei handelte es sich bis 2022 noch in praktisch fast allen Fällen um die bisherigen Flüssigkristallanzeigen zur Bilderzeugung. Neu ist nur die Hintergrundbeleuchtung dieser LCD-Fernseher mittels Leuchtdioden (engl. LEDs; Schema: Teil 3, wobei ein nicht eingezeichneter Lichtverteiler für eine flächige Ausleuchtung sorgt).

### Herstellung der Leuchtdioden
Monolithische LEDs werden auf einkristallinen Halbleiterscheiben (Wafers) hergestellt. Diese durch Kristallzüchtung hergestellten runden Scheiben haben heute einen Durchmesser von bis zu 30 cm. Wenn alle übrigen Probleme gelöst wären, könnte man damit keine größeren monolithischen LED-Bildschirme herstellen. In der Praxis werden daraus einzelne LEDs durch Zertrennen der Scheibe und individuelle elektrische Kontaktierung gewonnen.

## Flüssigkristallbildschirme: Vergleich der Hintergrundbeleuchtungstechniken
Bis etwa 2008 wurden bei LCD-Fernsehern praktisch ausschließlich Kaltkathodenröhren (Leuchtröhren) als Hintergrundbeleuchtung verwendet (Schema: Teil 2 in Kombination mit einem nicht eingezeichneten flächigen Lichtverteiler).

### Vorteile von LED gegenüber Leuchtröhren als Hintergrundbeleuchtung
Die Verwendung von LEDs (Schema: Teil 3) anstelle von Leuchtröhren wird in der Produktwerbung hervorgehoben, weil folgende Vorteile gegenüber der früheren Technik bestehen:
- Kompaktere Bauweise mit geringerer Tiefe des Gerätes.
- Geringerer Stromverbrauch, bei niedrigeren elektrischen Spannungen.
- Kürzere Schaltzeiten (siehe dynamische Leuchtdiodenansteuerung).
- Geringere Abnahme der Lichtintensität und Veränderung des Farbspektrums im Laufe der Nutzung.
- Höhere Zuverlässigkeit und Lebensdauer.

### Flüssigkristallbildschirme mit Edge LED

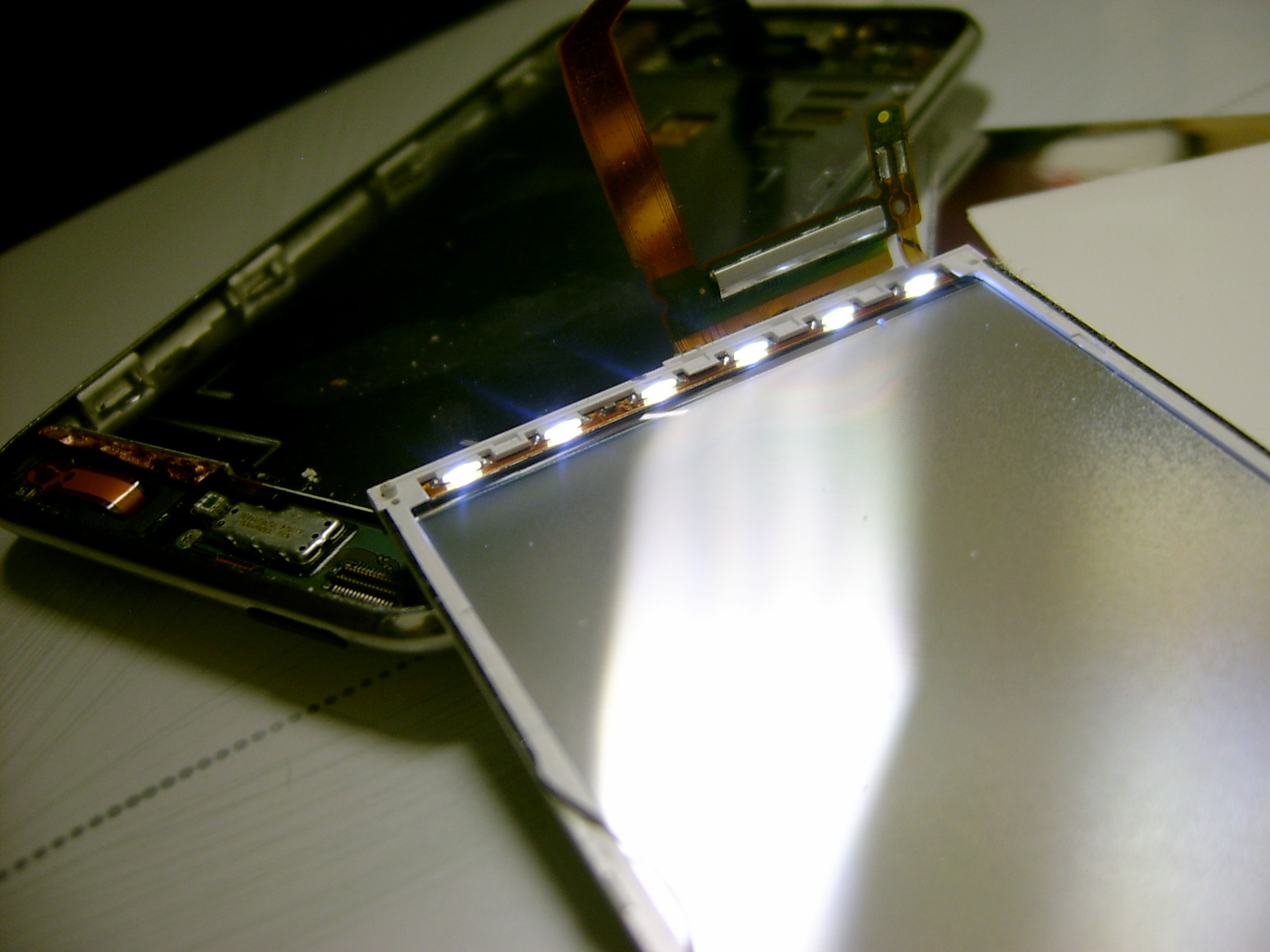
Geöffnetes Gehäuse eines IPod Touch mit Edge LED (2012)

Bei der seitlichen Anordnung (engl.: edge LED oder edge lit, von edge: Kante) sind einige wenige weißleuchtende LEDs an den Seiten des Monitors angebracht und beleuchten von dort aus über eine Streulichtverteilscheibe (als Hintergrundbeleuchtung) die gesamte Flüssigkristallanzeige. In vielen Fällen sind die LEDs bei Fernseher nur im oberen und/oder unteren Seitenrand verbaut.
Eine selektive Ansteuerung dieser Leuchtdioden um die Kontraste im Detail zu verbessern ist möglich und nennt sich edge lit dimming. Dabei entstehen allerdings optische Nebeneffekte in Form von vertikalen Blooming-Streifen (ein Lichtschein-Streifen um helle Objekte mit dunklem Hintergrund).

#### Vorteile allgemein
- Aus Kostengründen ist dies heute (2020) die am häufigsten verwendete Technik.
- Vorteil ist eine geringe und kompakte Gehäusetiefe.

#### Nachteile allgemein

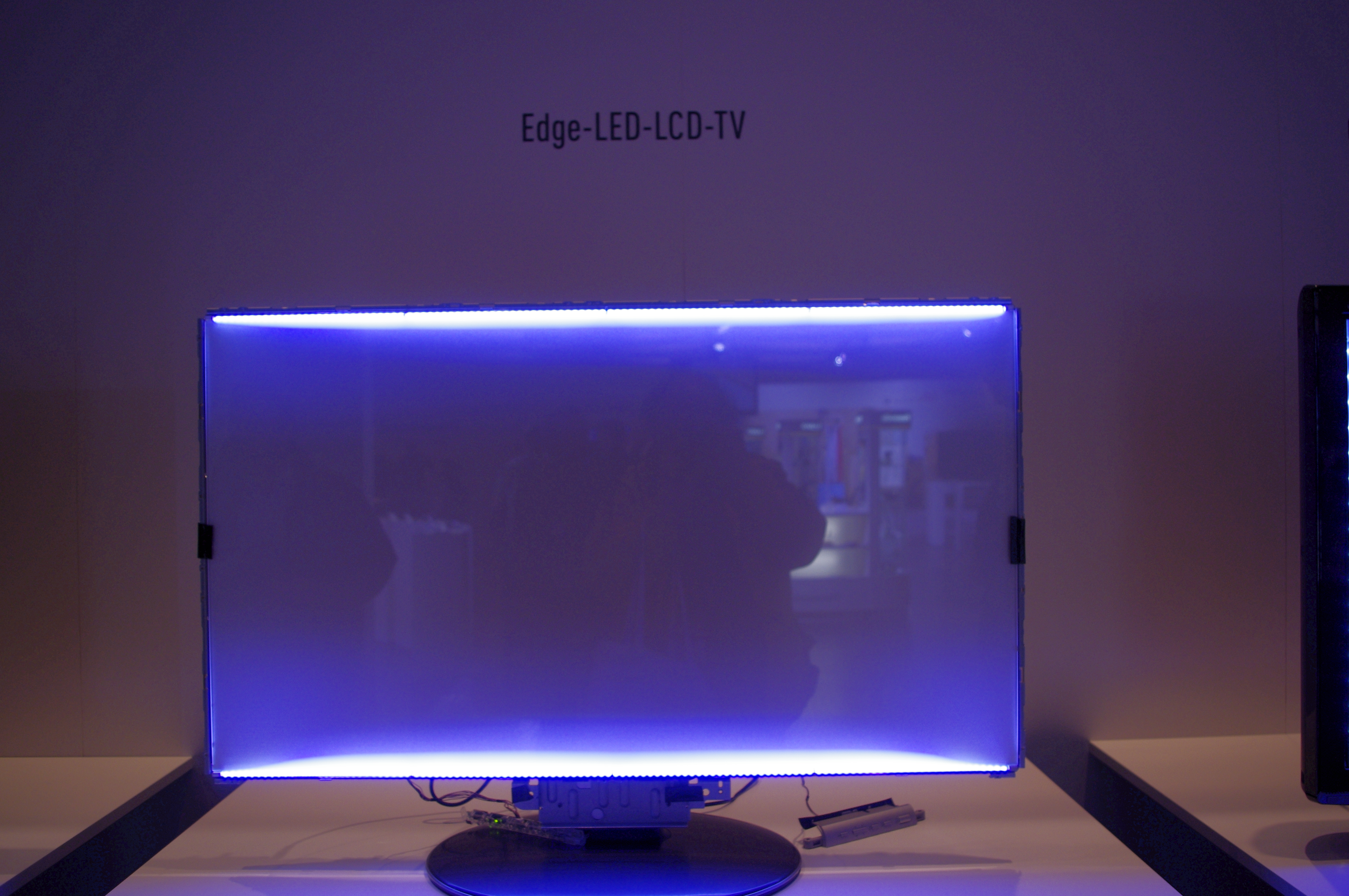
Edge-LED Demonstration, ohne LCD-Panel für Vorführzwecke (2010)

- Durch die Lichtdurchlässigkeit des LC-Panels, lassen sich mit dieser Technik keine sehr hohen Kontraste und keine tiefe Schwarzwerte erzielen. Schwarze Bildinhalte wirken eher leicht Grau als tief Schwarz.
- Als Nachteil treten Probleme bei der gleichmäßigen Ausleuchtung größerer Flächen auf, weil LC-Panel leicht lichtdurchlässig sind, so dass die Hintergrundbeleuchtung leicht durchscheint, dies ist unter Umständen besonders an den Bildschirmseiten erkennbar, wo die LEDs angebracht sind.
- Bei Edge lit dimming können deutlich erkennbare optische Blooming-Nebeneffekte entstehen.

### Flüssigkristallbildschirme mit Full Array LED

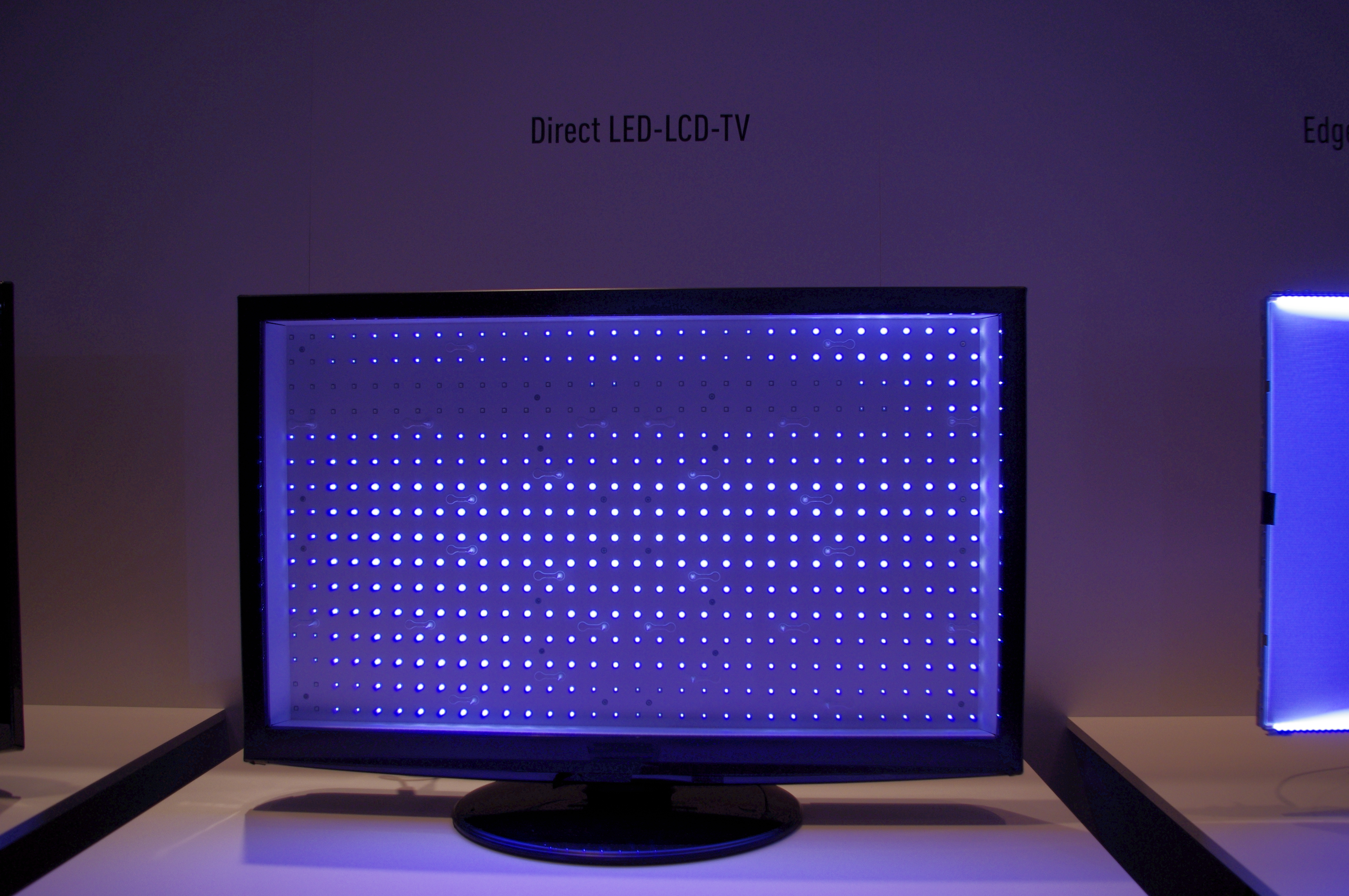
Full Array LED Demonstration, ohne LCD-Panel für Vorführzwecke (2010)

Bei der flächigen Anordnung (engl.: full array oder direct LED oder direct lit) erleuchten auf der gesamten Bildfläche weiße Leuchtdioden das Bild von hinten. Hierdurch entsteht eine gleichmäßigere und besser verteilte Hintergrundbeleuchtung.

#### Local Dimming
Bisherige Flüssigkristallbildschirme haben einen beschränkten Kontrast, weil die Darstellung eines schwarzen Bildpunktes (Pixel) wegen der immer noch etwas durchscheinenden Hintergrundbeleuchtung nicht vollständig dunkel war (Schwarze Bildinhalte sind leicht gräulich). Durch selektive Ansteuerung der im Hintergrund verteilten Leuchtdioden (Local Dimming) können je nach Bildinhalt dunkle Teile durch die reduzierte lokale Beleuchtung (local dimming) dunkler gemacht und deshalb der Kontrast im Detail gesteigert werden. Die Anzahl der verteilt angebrachten Leuchtdioden (Schema B: Teil 3) und somit dimming zones ist allerdings viel kleiner als die Anzahl Pixel der Flüssigkristallanzeige. Deshalb lässt sich die erwähnte Kontraststeigerung nicht individuell für jeden einzelnen Bildpunkt, sondern nur für eine größere Gruppe benachbarter Bildpunkte erzielen, womit unerwünschte Effekte wie Ghosting und Blooming auftreten wie beispielsweise ein Lichtschein um helle Objekte mit dunklem Hintergrund. Je nach Displaygröße und Modell sind im Jahre 2020 zwischen 16 und 600 Dimming-Zonen üblich. Je niedriger die Anzahl der Local Dimming Zones ist, und umso schlechter der Algorithmus für das Local Dimming ist, umso mehr zeigen sich im Bild unerwünschte Nebeneffekte wie Ghosting und Blooming, die prinzipiell durch das Local Dimming verursacht werden.
Local Dimming ist auch notwendig, um insbesondere bei großflächigen Bildschirmen die für die Hintergrundbeleuchtung erforderliche elektrische Energie zu verringern. Derart kann der höhere Stromverbrauch im Vergleich mit OLED-Bildschirmen bei dunklen Bildinhalten verringert werden.

### Flüssigkristallbildschirme mit Full Array RGB LED

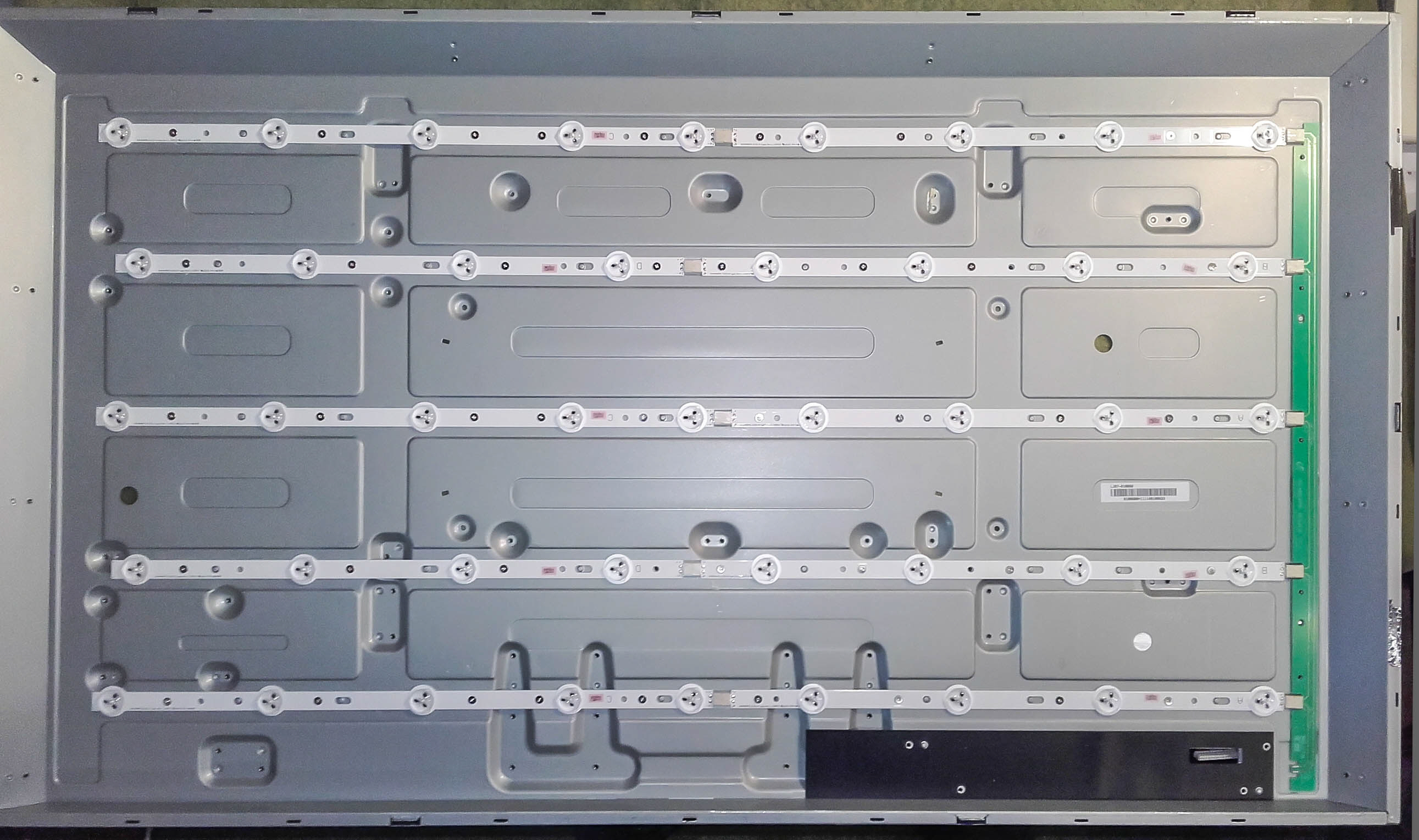
LED-Streifen in einem 40-Zoll-TV. Ohne weiße Reflektorfolie und den Streufolien zwischen LCD-Panel und LED-Streifen. (2016)

Zusätzliche Vorteile ergeben sich bei speziellen Ausführungen der Leuchtdioden: Hier werden mehrere zusammengefügte Rot-Grün-Blau-Leuchtdiodenkombinationen hinter der Anzeigefläche verteilt angebracht (additive Farbmischung, RGB full-array LED).
Diese Art von Beleuchtung, abgestimmt auf die Farbfilter der Flüssigkristallanzeige, ergibt sich ein besseres Farbspektrum angezeigten Bilder, ist jedoch baulich aufwändiger und damit deutlich teurer als die Verwendung von nur weißen Leuchtdioden oder Leuchtdioden entlang der Bildschirmperipherie (edge-lit). Full Array mit RGB LED sind am Markt kaum erhältlich.

### Flüssigkristallbildschirme mit Full Array Mini LED
Hier werden genau wie bei Full Array, bzw. direct LED die einzelnen Leuchtdioden (dimming zones) angesteuert um bessere Kontraste und tiefere Schwarzwerte zu erzielen. Der wesentliche Unterschied liegt allerdings daran, dass eine sehr viel höhere Anzahl an Leuchtdioden und Local Dimming Zones verwendet wird, und somit die Leuchtdioden entsprechend klein sein müssen (Mini). Hierdurch können die Bildschirme höhere und noch schärfere In-Bild-Kontraste erreichen mit deutlich weniger Ghosting und Blooming Nebeneffekten, die durch das Local Dimming entstehen, und somit High Dynamic Range- (kurz: HDR Video)-Medien qualitativ hochwertiger und detailreicher abbilden.

#### Definition von Mini LED
Einige Hersteller definieren Mini LED, wenn die eingesetzten Leuchtdioden zwischen 0,05 und 0,2 mm klein sind. Unter 0,05 oder 0,01 mm werden die LEDs von den Herstellern als MicroLED definiert. Andere Hersteller definieren Mini LED wenn mindestens 1000 Mini LED eingesetzt werden, diese aber wiederum gruppiert weniger als 1000 dimming zones ausmachen können, d. h. dass nicht jede Mini LED eine Verstärkerschaltung hat. Und einige Hersteller erklären Fernseher ab mindestens 1000 dimming zones zu Mini LED-Fernseher. So erklärt TCL seine zukünftige 8er Serie als Mini LED-Fernseher anhand der 250.000 Mini LEDs und den 1000 dimming zones, wiederum seinen 2020 bereits am Markt erhältliche Mini LED X10 Serie auch als Mini LED-Fernseher mit 15.360 Mini LEDs und 768 dimming zones.

#### Entwicklung und Marktsituation von Mini LED
- Einige Hersteller wie Lextar entwickeln seit Anfang 2020 ein Chip-On-Glass-Module (COG) mit aktiver Matrix, welche die Mini LEDs quasi direkt in ein Glassubstrat integrieren können, womit trotz Full Array und Local-Dimming sehr geringe Gehäusetiefen wie bei Edge-lit ermöglicht werden könnten.[8]
- Seit Juni 2020 ist der Mini LED PC Monitor ASUS ProArt PA32UCX-PK auf dem deutschen Markt erhältlich der 1.152 dimming zones hat.
- Am 6. Oktober 2020 hat Dell angekündigt, mit dem UltraSharp 32 HDR PremierColor Monitor (UP3221Q) den ersten 4K-UHD-Mini-LED-PC-Monitor, der über 2000 dimming zones hat, ab 9. November 2020 auf den deutschen Markt zu bringen.[9][10]

## Flüssigkristallbildschirme mit LED und Quantenpunkten (QLED)

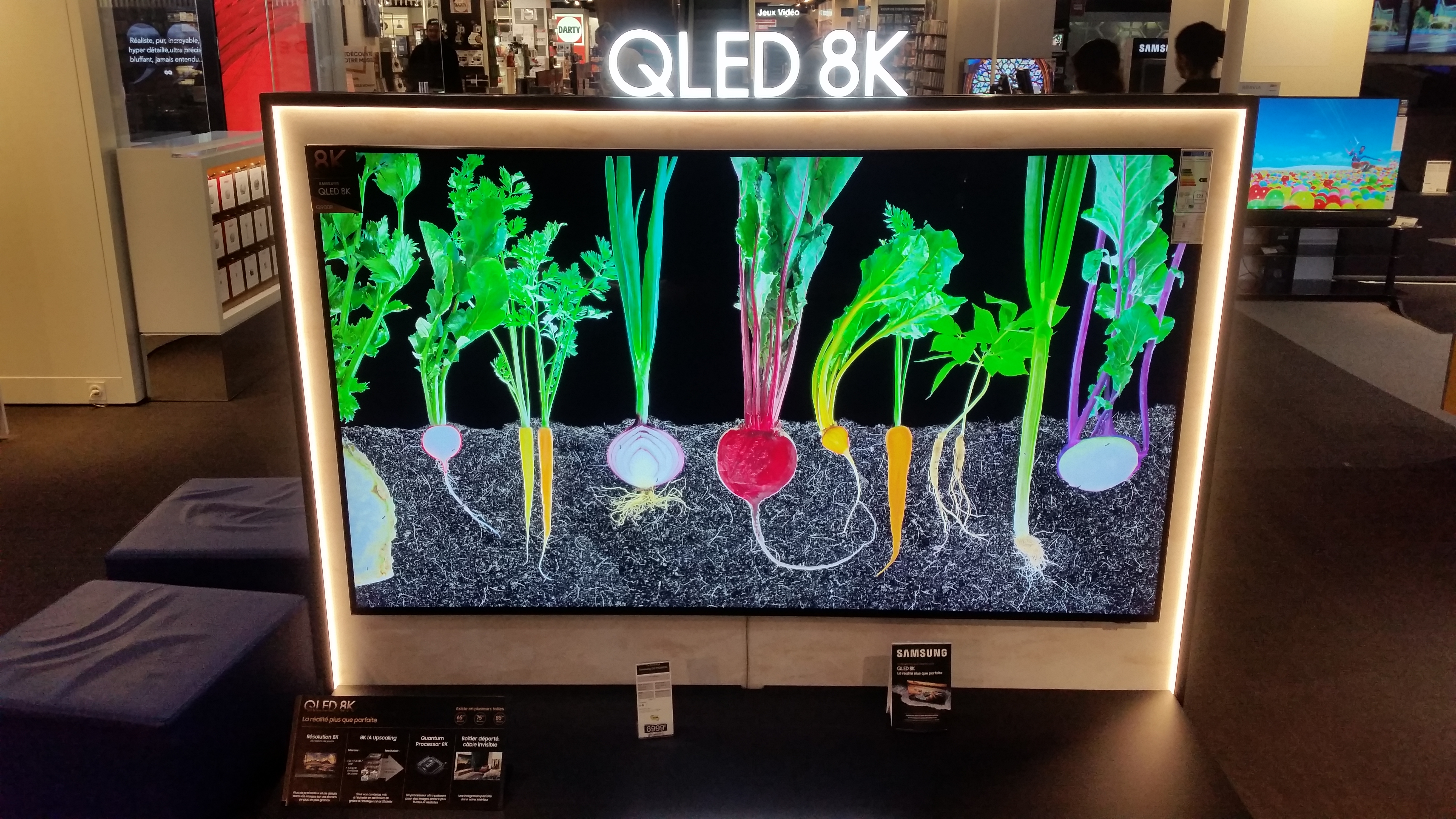
QLED Fernseher (2018)

Mit Hilfe von Nanohalbleiterkristallen (Quantenpunkte, engl. quantum dots), als Schicht auf einer Glasplatte oder Folie aufgebracht und durch blaue, kurzwellige LEDs (z. B. aus GaN) von hinten bestrahlt, kann das Farbspektrum der Hintergrundbeleuchtung von LCDs auf eine bisher unerreichte Art optimiert werden (Fachausdruck erweiterter Farbraum). Diese Form von Fluoreszenztechnik wird in verschiedenen Laboratorien weiterentwickelt. Die US-Firma 3M als bedeutender Lieferant von Hintergrundbeleuchtungskomponenten für LCDs arbeitet mit Nanosys, Inc. an entsprechend beschichteten Folien. Schon seit mehreren Jahren ist auch die britische Firma Nanoco Group PLC in der Weiterentwicklung von Quantenpunkten tätig und hat mit asiatischen Herstellern von Flüssigkristallanzeigen und OLEDs Zusammenarbeitsverträge abgeschlossen. Auch die US-Firma QD Vision arbeitet mit asiatischen Firmen zusammen, welche die Hintergrundbeleuchtung von LC-Anzeigen optimieren und seit 2016 zu Samsung gehört. Gleiches gilt für die Schweizer Firma Avantama, welche erst später Quantenpunkte entwickelt und hergestellt hat, welche jedoch kein giftiges Cadmium enthalten und auf Nanokristallen mit Perowskit-Struktur beruhen.
Als erste Firma hat Sony 2013 unter der schon früher benutzten Bezeichnung Triluminos bestimmte hochwertige LCD-Fernseher mit einer derartig optimierten LED-Hintergrundbeleuchtung auf den Markt gebracht. Dabei wird das Licht von blauen LEDs auf einer davor angebrachten Glasscheibe oder Folie durch unterschiedliche Quantum Dots in sehr reines Grün und Rot umgewandelt (das Licht der blauen LED scheint direkt durch). Durch Kombination dieser drei Grundfarben entsteht eine optimale weiße Ausleuchtung der LC-Anzeige von hinten. Seither haben auch die koreanischen Firmen Samsung Electronics, LG Electronics wie auch chinesische Fernsehgerätehersteller (TCL, Changhong, Hisense) LCD-Fernseher mit LED-Hintergrundbeleuchtung durch eine Quantenpunkte-Schicht verbessert und an der CES-Messe 2015 vorgestellt. Samsung Electronics hat 2016 beschlossen, ihre hochwertigen Fernseher neu mit der Bezeichnung QLED zu vermarkten, um auf die Technik mit Quantenpunkten hinzuweisen. Damit soll auch der Übergang zu den sich bei Samsung noch in Entwicklung befindenden neuen Bildschirmen mit selbstleuchtenden QLEDs vorbereitet werden.

## Flüssigkristallbildschirme mit LED und Dual-Layer
Durch die Dual-Layer Technologie kann die Bildqualität der Mini LED oder Edge LED Flüssigkristalfernseher erhöht werden. Die sogenannte Dual-Layer, DualCell oder Dual-LCD Technologie für den Endverbraucher-Markt präsentierte Panasonic Ende 2019 auf der IFA mit dem MegaCon (Mega Contrast) 4K UHD Fernseher sowie Hisense Anfang auf der CES 2020 mit dem H9G 4K UHD ULED-Fernseher, wobei ULED ein Marken- und Werbename von Hisense ist. Beide verwenden zusätzlich zum bestehenden LC-Panel ein monochromes (Schwarz-Weiß) LC-Panel um künstlich die Anzahl der dimmbaren Zonen der Hintergrundbeleuchtung zu erhöhen, dadurch verbessern sich die Kontraste, Schwarzwerte, und verringern sich die Nebeneffekte durch Local Dimming oder Edge lit. Hierbei kann es sein, dass der Hersteller eine Full Array Local Dimming mit Mini LED-Hintergrundbeleuchtung oder eine Edge LED-Hintergrundbeleuchtung verwendet. Letzteres ist die qualitativ schlechtere aber baulich sparsamere und günstigere Variante.
Hisense hat angegeben, dass für den ersten erhältlichen 4K UHD Fernseher am Markt mit DualCell Technologie ein monochromes LC-Panel mit einer Full-HD Auflösung von 1920 × 1080 verwenden wird, die Anzahl die durch das LC-Panel künstlich erzeugten dimming zones läge somit bei 2,07 Millionen (Eine dimming zone pro 4 Pixel). Durch diese neue Technologie erreiche man mit Flüssigkristall-LED-Fernsehgeräten detailreiche Schwarzwerte und Kontraste vergleichbar wie die von OLED-Fernsehgeräten. Ein Sprecher von Hisense erklärte vereinfacht, dass ein LC-Panel bei einer Schwarzwiedergabe 1/1.000 Anteile Licht durchlässt, durch das zweite monochrome LC-Panel wären es nur noch 1/1.000.000 Anteile. Die dual-layer Technologie hat deutliche Vorteile gegenüber OLED Anzeigen wie beispielsweise die günstigere Herstellung, die höhere Helligkeit und somit geeigneter in hellen Räumen, höhere Lebensdauer und keine Einbrenneffekte.

### Entwicklung und Marktsituation von Dual-Layer
- Der Hersteller Sony hat mit dem 31 Zoll Referenzmonitor BVM-HX310 bereits seit 2019 ein Dual-Layer LED Gerät auf dem Markt, welches (mit einer UVP von 32.500 €) hauptsächlich im gewerblichen Bereich wie beispielsweise der TV- und Filmbranche eingesetzt wird.[23] Das Vorgängermodell hatte eine OLED Anzeige.
- Hisense hat den weltweit ersten DualCell Fernseher für Verbraucher (Hisense 65SX) im September 2020 in Australien mit einer UVP von 3599 $ auf den Markt gebracht. Hisense gibt seinen Fernseher mit 2 Millionen+ dimming zones an, hierbei handelt es sich aber vermutlich nicht um die durch Full Array Mini LED erzeugte dimming zones, sondern um die vom Dual-Layer LC-Panel künstlich erzeugten dimming zones, weil laut Datenblatt als Backlight source LED ELED angegeben ist, was Edge lit und nicht Full Array Mini LED mit Local-Dimming bedeutet.[24][25]

## Bildschirme mit organischen Leuchtdioden (OLED)
Schon seit den 1950er Jahren wird Elektrolumineszenz in Schichten organischen Materials erforscht.
Inzwischen sind organische Halbleitermaterialien als OLED entwickelt worden, welche in Dünnschichttechnik als Anzeigeelemente geeignet sind. Im Schema ist diese Technik vereinfacht als Anzeigetyp C dargestellt. Die OLEDs sind auf einem Substrat (oder zwischen zwei Substraten) in Dünnschichttechnik derart dicht aufgebracht, dass sie als einzelne Pixel zur Bilderzeugung dienen.
Im Januar 2012 wurden auf der Consumer Electronics Show (CES) in Las Vegas erste Prototypen von 55-Zoll-OLED-Fernsehern der Firmen LG Display und Samsung gezeigt.
Mit solchen Anzeigen werden seit einigen Jahren (Stand 2020) viele kleine bis mittelgroße portable Geräte wie Digitalkameras, Smartphones (z. B. Samsung Galaxy S), Tablets wie auch Laptops ausgerüstet. Häufig werden diese Displays unter dem Begriff AMOLED (engl. active-matrix organic light emitting diode) zusammengefasst. OLED-Bildschirme sind inzwischen bei großformatigen Fernsehern allgemein erhältlich geworden.

### Vor- und Nachteile gegenüber LED-Flüssigkristallbildschirmen (LED-LCD)

#### Vorteile
- OLED-Pixel strahlen selbst Licht ab und benötigen keine Hintergrundbeleuchtung (die ungewollt durchscheinen kann) und bieten deshalb höhere Kontraste und tiefere Schwarzwerte.
- Keine Blooming-Nebeneffekte, die bei LCD mit zu wenig Local Dimming Zones (Mini LEDs) oder schlechten Algorithmen für die Ansteuerung der FullArray-Hintergrundbeleuchtung entstehen können.[28]
- Geringere Winkelabhängigkeit beim Betrachten.
- Kürzere elektrooptische Ansprechzeiten, und damit bessere Bewegtbildschärfe. Die Reaktionszeit von OLEDs liegt bei 0,2 bis 3 Millisekunden (2022)[29] und damit rund 3-mal bis 50-mal schneller als bei LED-LCD mit 1 bis 10 Millisekunden (2021)[30]. Ein Grund, warum OLEDs als geeigneter für höhere Bildfrequenzen und Bildinhalte mit Kamera- und Objektbewegung angesehen werden.
- Bessere Farbdarstellung. OLEDs können in verschiedenen Farben Licht abgeben, während bei LCDs dafür zusätzliche Farbfilter notwendig sind. Aber nicht alle OLED-Bildschirme profitieren von dieser Möglichkeit. Als Beispiel verwenden W-OLED-Panels auch Filter.
- Weniger ungewollte Blaulicht-Emissionen, und damit niedrigere Gesundheitsrisiken.[31]
- Weniger Flimmern, da kein LC-Panel verwendet wird.[28]
- Potentiell niedrigere Herstellungskosten großer Bildschirme[32] und geringerer Stromverbrauch bei Einsatz des Herstellverfahrens mittels Metallmaske.[32][33]

#### Nachteile
- Als wichtigster Nachteil gilt die beschränkte Lebensdauer.[34] Die Leuchtstärke nimmt mit der Zeit ab, da die organischen Pixel mit der Zeit altern. (Laborwerte für OLED circa. 5.000 Stunden, für LED 20.000 Stunden)
- Geringere Helligkeit, somit ungeeigneter für sehr helle Räume.
- Das Einbrennen bestimmter statischer Muster (wie Fernsehlogos, Windows-Taskleiste, HUB oder Statusanzeigen bei Videospielen) wird bisher noch als weiterer Nachteil genannt.
- Empfindlichkeit gegenüber Umwelteinflüssen wie UV-Strahlung und Feuchtigkeit.
- Derzeit noch etwas höhere Herstellungskosten.[32]

### Aussichten
Samsung Electronics als bedeutender Hersteller von sowohl Flüssigkristall- wie auch OLED-Anzeigen hat 2016 beschlossen, für zukünftige großformatige Fernseher auf OLEDs zu verzichten. Samsung setzt – im Gegensatz zum Wettbewerb – QLEDs anstelle von OLEDs bei der Fernsehertechnologie ein. Seit 2022 bietet Samsung seinen neu entwickelten QD-OLED-Fernseher an, dabei handelt es sich um einen OLED-Fernseher mit Quantenpunkten. Samsung verkauft diese Panels mittlerweile auch an andere Hersteller. Somit produziert Samsung seit 2022 LED-LCD- und OLED-Fernseher.

## MicroLED-Fernseher und LED-Bildleinwände (mit Leuchtdioden als Pixel)

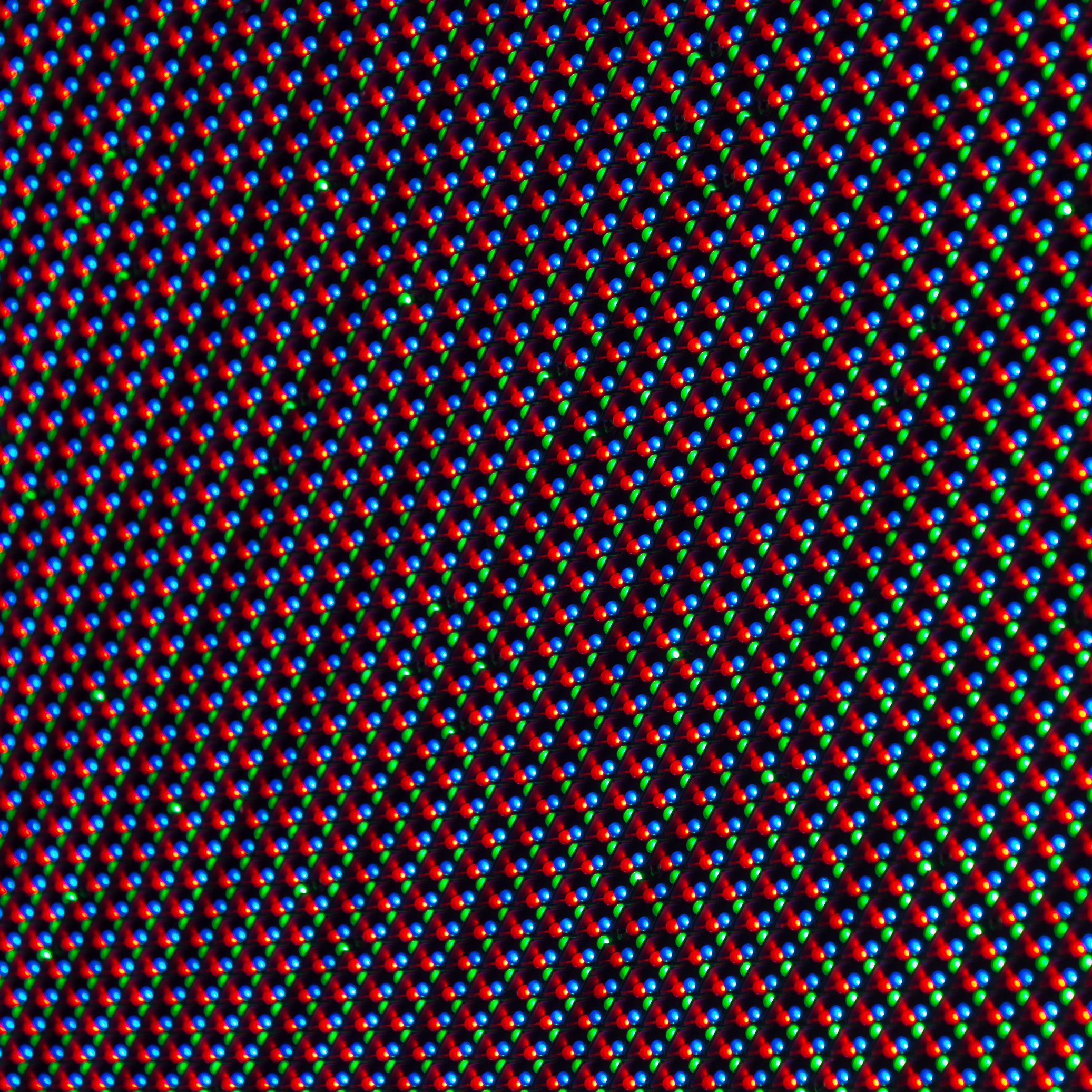
MK38527 LED Display: Echte LED-Anzeige. Das Bild zeigt eine Matrix mit roten, grünen und blauen Leuchtdioden. (2015)

MicroLED auch Micro-LED genannt, und große LED-Bildleinwände gelten als die wahren LED-Fernseher (True LED TV). Im Gegensatz zu großen LED-Bildleinwänden verwenden jedoch hochauflösende Leuchtdiodenfernseher und -Monitore die MicroLED Technologie anstatt Standard-Leuchtdioden. MicroLED-Fernseher gelten als Nachfolger der organischen Leuchtdioden (OLED) Fernseher und der Flüssigkristall Fernseher mit LED.

### Geschichte
Anorganische, monolithisch hergestellte, einkristalline Leuchtdioden werden schon seit Anfang der 1970er Jahre als Anzeigeelemente verwendet. Beispiele waren die PULSAR-Armbanduhren mit rot leuchtender Digitalanzeige und die ersten Taschenrechner, die Anzahl an Leuchtdioden ist hier allerdings gering. Viele Einzelheiten und Hinweise finden sich im Artikel Leuchtdiode. Einen Durchbruch brachte die Entwicklung von blauen LEDs, weil damit Kombinationen von LEDs zur Erzeugung von weißem Licht möglich wurden. LED-Bildleinwände gibt es daher seit Mitte der 1990er. Den ersten wahren MicroLED-Fernseher-Prototyp, mit sehr kleinen Leuchtdioden als Pixel, hat Sony 2012 mit dem Crystal LED TV vorgestellt (55 Zoll in Full HD).

### Große LED-Bildleinwände

#### Mit einzelnen monolithischen Leuchtdioden
LED-Bildleinwände mit Leuchtdioden mit selbst leuchtenden Pixel gibt es bereits seitdem Mitte der 1990er Leuchtdioden in den Farben Rot, Grün und Blau in großen Stückzahlen produziert werden. Großbildschirme im Freien (z. B. in Fußballstadien, Videowand) werden mit einer Vielzahl von individuellen Standard-Leuchtdioden realisiert.

#### Modularer Aufbau (4K & 8K UHD) für Kinoleinwände
Sehr hochauflösende 4K UHD Anzeigen, bei denen die Strukturbreiten der Leuchtdioden deutlich kleiner sein müssen, werden erst seit 2017 (Sony Crystal LED Modulsystem) kommerziell hergestellt. Um etwa 2018 verbreiteten sich in Deutschland die ersten 4K UHD LED-Kinoleinwände von Samsung für den kommerziellen Einsatz, hierbei handelt es sich um eine modular aufgebaute 10,3 mal 5,4 Meter große Bildfläche.

### MicroLED-Fernseher
Einen neuen Ansatz verfolgen die sogenannten Mikro-LED-Bildschirme (engl.: MicroLED). Es sind LED-Bildschirme mit Leuchtdioden (LED) als selbstleuchtende Pixel, allerdings haben die Leuchtdioden im Gegensatz zu großen LED-Bildwänden nur eine Leuchtbreite kleiner als 50 µm oder eine Leuchtfläche kleiner als 0,003 mm². Durch die winzige Größe der Mikro LEDs können hochauflösende Fernseher und kleine Bildschirme für mobile Geräte gebaut werden.

#### Vor- und Nachteile gegenüber LED-Flüssigkristallbildschirme (LED-LCD)

##### Vorteile
- MicroLED-Subpixel strahlen selbst Licht (sehr hell) ab und benötigen keine Hintergrundbeleuchtung (die ungewollt durchscheinen kann) und bieten deshalb deutlich detailreichere Kontraste und tiefere Schwarzwerte.
- Kürzere elektrooptische Ansprechzeiten, und damit bessere Bewegtbildschärfe. Die Reaktionszeit der einzelnen Bildzellen von MicroLED liegen im Nanosekunden-Bereich[42] Reaktionszeiten von LED-LCD liegen im Millisekunden-Bereich, was mindestens um den Faktor 1000 langsamer ist als MicroLED. MicroLED-Fernseher sind somit deutlich besser geeignet für Videospiele, E-Sports und Inhalte mit schnellen Objekt- und Kamerabewegungen.
- Keine Blooming-Nebeneffekte die bei LCD mit zu wenig Local Dimming Zones (Mini LEDs) oder schlechten Algorithmus für die Ansteuerung der FullArray-Hintergrundbeleuchtung entstehen können.
- Höhere Helligkeit, da keine LC-Schicht die Helligkeit vermindert.
- Bessere Farbdarstellung. MicroLED-Subpixel können in verschiedenen Farben Licht abgeben, während bei LCDs dafür zusätzliche Farbfilter notwendig sind.
- Geringere Winkelabhängigkeit beim Betrachten.
- Theoretisch dünnere und leichtere Bauweisen, da keine LC-Schicht benötigt wird.
- Weniger Flimmern, da kein LC-Panel verwendet wird.

##### Nachteile
- Beginn der Produktion erst seit 2021[43] und teuer. Erste erhältliche 90-115 Zoll 4K UHD Fernseher kosten circa 150.000 $ (2021).[43]
- Zurzeit sind nur Fernsehgrössen über 90 Zoll geplant (2021).

#### Vor- und Nachteile gegenüber OLED-Anzeigen

##### Vorteile
- Höhere Lebensdauer, eine nicht mit der Zeit abfallende Helligkeit (Laborwerte: MicroLED ca. 20.000 Stunden gegenüber OLED ca. 5.000 Stunden)
- Eine theoretisch höhere Helligkeit und höhere Kontraste (Laborwerte: MicroLED ca. 200 lm/W gegenüber OLED ca. 100 lm/W)
- Keine dauerhaften Einbrenneffekte bei Wiedergabe von langanhaltenden Standbildern oder Bildlogos
- Extrem kurze Reaktionszeit der einzelnen Bildzellen, welche im Nanosekunden-Bereich[42] liegen, Reaktionszeiten von OLED liegen im Millisekunden-Bereich[29], was mindestens um den Faktor 1000 langsamer ist, wodurch die Bewegtbildschärfe bei MicroLED-Fernsehern deutlich besser ist als bei OLED. Ein Grund, warum unter Experten angesehen wird, dass MicroLED-Fernsehern deutlich besser geeignet sind für Videospiele, E-Sports, d. h. Inhalte mit schnellen Objekt- und Kamerabewegungen, wie das als Beispiel auch bei Sportübertragungen oder Action in Filmen und Serien der Fall ist.
- Resistenter gegenüber Umwelteinflüssen wie UV-Strahlung, Feuchtigkeit und Sauerstoff.

##### Nachteile
- Beginn der Produktion erst ab 2021[43] und teuer. Erste erhältliche 90-115 Zoll 4K UHD Fernseher kosten 150.000 $ (2021).[43]
- Zurzeit sind nur Fernsehgrössen über 90 Zoll geplant (2021).

#### MicroLED durch Bestückungs-, Aufdruck- und Stempeltechnik
Die mikroskopisch kleinen Leuchtdioden werden durch einen Roboter maschinell auf einer Bildschirmfläche bestückt, was ein sehr langsamer und aufwendiger Prozess ist. Der taiwanesische Hersteller PlayNitride stellt seit 2017 farbige und farbig-transparente und flexible Mikro-LED-Bildschirme her. Der Hersteller verwendet hierbei allerdings ein Massentransferverfahren, indem eine Gruppe einzelner Leuchtdioden aus einem zerschnittenen Wafer entnommen, und dann auf eine Fläche aufgestempelt werden. Laut Herstellerangaben ist die Transparenz von transparenten Mikro-LED-Bildschirmen höher als bei transparenten LCD- oder OLED-Bildschirmen.

#### MicroLED auf Silizium-Wafer als Mikrochip
Mikro LED-Anordnungen werden monolithisch im Batch-Verfahren auf einem geeigneten Substrat aus Saphir oder Silizium hergestellt. Das bevorzugte Material ist anorganisches, monokristallines Galliumnitrid (GaN), welches durch Epitaxie auf dem Substrat gebildet wird. Im Gegensatz zur bisherigen Herstellung werden jedoch die Leuchtdioden anschließend nicht zertrennt, sondern als Anzeigematrix beibehalten. Die dazu notwendige neuartige Struktur mit vielfachen Herausforderungen wie Dotierung für unterschiedliche Farben, Kontaktierung als Matrixanordnung, mechanische Stabilität bei Transfer vom Herstellsubstrat auf ein Anzeigesubstrat sind noch nicht derart gelöst, dass solche Anzeigen für kommerzielle Produkte eingesetzt werden können. Die Firma Apple Inc. sieht Potential in dieser neuen Technik und hat deshalb das Pionierunternehmen LuxVue Technology übernommen.

#### Weitere bedeutende Entwicklungen und Marktsituation
Seit 2019 ist es möglich mit dem sogenannten GaN-on-Si Verfahren ein monochromes Display mit adressierbaren Leuchtdioden mit hoher Auflösung auf einem integrierten Schaltkreis (Silizium-Wafer) zu realisieren. So bietet der Hersteller Jasper Display Corp. mit dem Modell JD2552, beziehungsweise dem Modell JD2124 seit 2019 eine 0,55 Zoll Mikro-LED-Anzeige mit einer Auflösung von 1920 × 1080 oder auch ein 1,2-Zoll-Display mit einer Auflösung von 4096 × 2400 an. Hauptmarkt sind laut Herstellerangabe zurzeit die augmented reality Branche, das Militär und die Autoindustrie sowie die Uhren Branche. Durch eine spezielle Optik kann aus 3 monochromen Mikro-LED-Anzeigen ein Farbdisplay gebaut werden. Ein weiterer Hersteller in diesem Bereich ist Plessey Semiconductors Ltd, dieser präsentierte beispielsweise auf der Display Week 2019 eine 0,7" Full-HD Mikro-LED-Anzeige.
Ende 2020 kündigte Samsung die Produktion seines ersten „Consumer“ (Verbraucher) -MicroLED-Fernsehers an (110 Zoll, 4K UHD), welcher ab 2021 in hoher Stückzahl produziert wird. Der Preis für den Fernseher soll bei rund 150.000 US-Dollar liegen.

### Videos
- Blooming – Was ist das? + LCD mit LED-Hintergrundbeleuchtung und Local Dimming, tvfindr DE, 2020 auf YouTube
- Panasonic Megacon LED monitor Dual Cell or Dual Layer prototype (englisch), hxos plus, 2019 auf YouTube
- Panasonic Mega Contrast Dual Layer LED Display (englisch), Panasonic Europe YouTube Channel, 2019 auf YouTube
- Local Dimming FALD vs Edge LED Dimming, demo 1, Electronicanto, 2018 auf YouTube
- Local Dimming FALD vs Edge LED Dimming, demo 2, Electronicanto, 2018 auf YouTube
- Local Dimming FALD vs Edge LED Dimming, demo 3, Electronicanto, 2018 auf YouTube
- LCD & Plasma Technik und deren Grundprinzip im Vergleich (Hintergrundbeleuchtung), GROBI.TV & Panasonic, 2010 auf YouTube
- LearnTV LED TVs and LCD backlighting (englisch), LearnTV & Sony, 2009 auf YouTube